# Несельскохозяйственные угодья
Несельскохозяйственные угодья — земельные площади, включающие лесные земли; древесно-кустарниковые насаждения, не входящие в состав лесных земель; болота; земли под водой, дорогами, прогонами, постройками, улицами, переулками, площадями, дворами; прочие земли (земли, не используемые после добычи полезных ископаемых, овраги, горные хребты, ледники, каменистые земли), оленьи пастбища. Являются одним из типов земель сельскохозяйственного назначения (второй — сельскохозяйственные угодья).